# Rietkratertje
Het rietkratertje (Stictis dissociativus) is een schimmel behorend tot de familie Stictidaceae. Hij komt voor in oevervegetaties op stengels van riet.

## Verspreiding
In Nederlan komt het rietkratertje uiterst zeldzaam voor.